# 파마구스타
파마구스타(영어: Famagusta, 그리스어: Αμμόχωστος [aˈmoxostos] 아모호스토스[*], 튀르키예어: Gazimağusa [ɡaːzimaˈusa] 가지마우사[*])는 키프로스 동부 연안에 위치한 도시로 파마구스타 구의 행정 중심지이다.
그레코 곶과 엘레아 곶 사이의 만에 자리잡고 있으며 니코시아 동쪽에 위치한다. 키프로스에서 가장 깊은 만이 있다. 1974년 튀르키예의 침공으로 도시는 북키프로스에 속해 있다.